# Pseudophoxinus callensis
Pseudophoxinus callensis é uma espécie de peixe actinopterígeo da família Cyprinidae.
Pode ser encontrada nos seguintes países: Argélia e Tunísia.
Os seus habitats naturais são: rios e lagos de água doce.